# Teckop
Teckop is een polder en een buurtschap behorende tot de gemeente Woerden, in de Nederlandse provincie Utrecht, gelegen tussen Kanis en Kockengen.

## Geschiedenis
De polder Teckop werd in de dertiende eeuw ontgonnen. De naam is waarschijnlijk afgeleid van Taeke's Cope, de cope die in opdracht van de Utrechtse bisschop door een leenman, Taeke werd ontgonnen. Vergelijkbare copenamen in de omgeving zijn Gerverscop, Reijerscop en Willeskop.
Teckop was een restontginning, hetgeen nog zichtbaar is aan de onregelmatige omtrek van de polder. Als primaire ontginningsbasis geldt de Vecht, maar de grenzen zijn mede bepaald door de ontginningen vanuit de Oude Rijn.
Aanvankelijk werd op de veengrond vooral akkerbouw beoefend, later werd veeteelt de belangrijkste bestaansbron.
Vanaf de vijftiende eeuw werd de polder bemalen door een molen, die langs de Teckopper Molenvliet stond, in de polder Groot Houtdijk. Rond 1800 werd in Teckop een mislukte poging ondernomen tot turfwinning. Enkele brede sloten herinneren nog aan deze vervening.

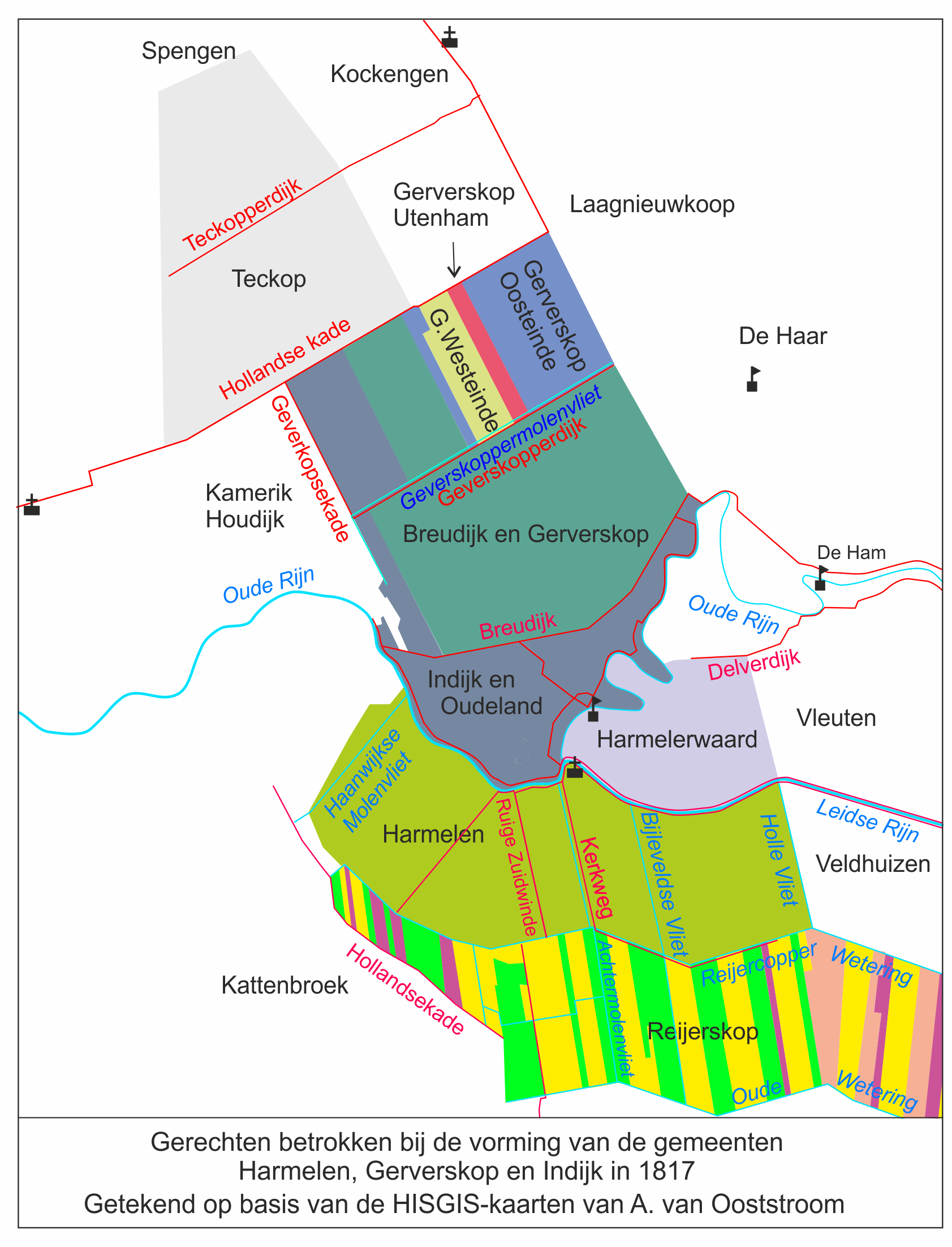

Bestuurlijk was Teckop lange tijd een zelfstandig ambacht binnen het gewest Holland, slechts via een smalle corridor van Indijk met de rest van het graafschap verbonden. Het maakte deel uit van het baljuwschap van de Loosdrechten, Mijnden en Teckop. Nadat Nederland in 1810 een deel van Frankrijk was geworden werd Teckop per 1-1-1812 gevoegd bij de gemeente Harmelen, dat deel uitmaakte van het departement van de Zuiderzee. Nadat Nederland in 1813 weer zelfstandig was geworden werden per 19-9-1814 de oude provincies hersteld. Het gevolg was dat de gemeente Harmelen nu in twee provincies lag, namelijk in Utrecht en voor de voormalige gerechten Teckop en Indijk in Zuid-Holland.
Aan deze situatie kwam per 1-4-1817 een eind doordat Teckop en Indijk zelfstandige gemeentes werden. De herberg diende als gemeentehuis.
Per 1-1-1821 werd de gemeente Teckop bij de provincie Utrecht gevoegd. Per 8-9-1857 werd het met Kamerik-Houtdijken, Kamerik-Mijzijde en 's-Gravesloot samengevoegd tot de gemeente Kamerik. 
De gemeente Kamereik werd per 1-1-1989 opgeheven en grotendeels met Woerden samengevoegd. Tijdens het debat in de Tweede Kamer over de gemeentelijke herindeling gingen stemmen op om Teckop samen met het nabijgelegen Kockengen bij Breukelen te voegen.
Tot 1855 stond in het uiterste westen van de buurtschap een katholieke schuilkerk. Die ontstond in de zeventiende eeuw, toen als gevolg van de reformatie de katholieken uit hun kerken in de omgeving waren verbannen. In het Hollandse Teckop waren zij relatief veilig en werden zij met rust gelaten. Na het herstel van de bisschoppelijke hiërarchie stichtten de katholieken van Kamerik en Kockengen hun eigen kerken, waarbij die van Kamerik niet in het dorp zelf, maar in de huidige buurtschap Kanis kwam te staan.